# Sukabumi (Cempaka)
Sukabumi is een bestuurslaag in het regentschap Ogan Komering Ulu van de provincie Zuid-Sumatra, Indonesië. Sukabumi telt 2508 inwoners (volkstelling 2010).